# نصف‌النهار ۶ درجه غربی
نصف‌النهار ۶ درجه غربی ۶مین نصف‌النهار غربی از گرینویچ است که از لحاظ زمانی ۲۴ دقیقه با گرینویچ اختلاف زمانی دارد.
این نصف‌النهار از قطب شمال شروع و از مناطق زیر گذشته و به قطب جنوب ختم می‌شود.
- قاره آفریقا